# MTV Video Music Awards de 1984
A cerrimónia dos MTV Video Music Awards de 1984 foi transmitida ao vivo pela MTV em 14 de Setembro de 1984, tendo premiado os melhores videoclipes lançados entre 2 de maio de 1982 e 2 de maio de 1984. Esta foi a edição inaugural do evento, tendo o mesmo sido apresentado por Dan Aykroyd e Bette Midler, no Radio City Music Hall, em Nova Iorque.

## Nomeações
Os vencedores aparecem a negrito.

### Videoclipe do Ano
- The Cars — "You Might Think"
- Herbie Hancock — "Rockit"
- Michael Jackson — "Thriller"
- Cyndi Lauper — "Girls Just Want to Have Fun"
- The Police — "Every Breath You Take"

### Melhor Videoclipe Masculino
- David Bowie — "China Girl"
- Herbie Hancock — "Rockit"
- Michael Jackson — "Thriller"
- Billy Joel — "Uptown Girl"
- Lionel Richie — "All Night Long (All Night)"

### Melhor Videoclipe Feminino
- Pat Benatar — "Love Is a Battlefield"
- Cyndi Lauper — "Girls Just Want to Have Fun"
- Cyndi Lauper — "Time After Time"
- Bette Midler — "Beast of Burden"
- Donna Summer — "She Works Hard for the Money"

### Melhor Videoclipe de Grupo
- Huey Lewis & the News — "The Heart of Rock N'Roll"
- The Police — "Every Breath You Take"
- Van Halen — "Jump"
- ZZ Top — "Legs"
- ZZ Top — "Sharp Dressed Man"

### Melhor Novo Artista num Videoclipe
- Eurythmics — "Sweet Dreams (Are Made of This)"
- Cyndi Lauper — "Girls Just Want to Have Fun"
- Cyndi Lauper — "Time After Time"
- Madonna — "Borderline"
- Wang Chung — "Dance Hall Days"

### Melhor Conceito num Videoclipe
- The Cars — "You Might Think"
- Herbie Hancock — "Rockit"
- Michael Jackson — "Thriller"
- Cyndi Lauper — "Girls Just Want to Have Fun"
- The Rolling Stones — "Undercover of the Night"

### Videoclipe Mais Experimental
- The Alan Parsons Project — "Don't Answer Me"
- The Cars — "You Might Think"
- Thomas Dolby — "Hyperactive"
- Herbie Hancock — "Rockit"
- Neil Young — "Wonderin'"

### Melhor Atuação de Palco num Videoclipe
- David Bowie — "Modern Love"
- Duran Duran — "The Reflex"
- Bette Midler — "Beast of Burden"
- The Pretenders — "Middle of the Road"
- Van Halen — "Jump"

### Melhor Performance Geral num Videoclipe
- David Bowie — "China Girl"
- Michael Jackson — "Thriller"
- Cyndi Lauper — "Girls Just Want to Have Fun"
- The Police — "Every Breath You Take"
- Van Halen — "Jump"

### Melhor Direção
- The Bongos — "Numbers with Wings" (Diretor: Juliano Waldman)
- Ian Hunter — "All of the Good Ones Are Taken" (Director: Martin Kahan)
- Billy Idol — "Dancing with Myself" (Diretor: Tobe Hooper)
- Cyndi Lauper — "Time After Time" (Diretor: Edd Griles)
- Huey Lewis & the News — "I Want a New Drug" (Diretor: David Rathod)
- The Police — "Every Breath You Take" (Diretores: Godley & Creme)
- ZZ Top — "Gimme All Your Lovin'" (Diretor: Tim Newman)
- ZZ Top — "Sharp Dressed Man" (Diretor: Tim Newman)

### Melhor Coreografia
- Toni Basil — "Over My Head" (Coreógrafo: Toni Basil)
- Michael Jackson — "Thriller" (Coreógrafos: Michael Jackson e Michael Peters)
- Elton John — "I'm Still Standing" (Coreógrafo: Arlene Phillips)
- Bette Midler — "Beast of Burden" (Coreógrafos: Bette Midler e Toni Basil)
- Donna Summer — "She Works Hard for the Money" (Coreógrafo: Arlene Phillips)

### Melhores Efeitos Especiais
- The Cars — "You Might Think" (Efeitos Especiais: Charlex)
- Thomas Dolby — "Hyperactive" (Efeitos Especiais: Dave Yardley)
- Herbie Hancock — "Rockit" (Efeitos Especiais: Godley & Creme)
- Billy Idol — "Dancing with Myself" (Efeitos Especiais: Eric Critchly)
- Talking Heads — "Burning Down the House" (Efeitos Especiais: David Byrne e Julia Hayward)

### Escolha dos Espectadores
- The Cars — "You Might Think"
- Herbie Hancock — "Rockit"
- Michael Jackson — "Thriller"
- Cyndi Lauper — "Girls Just Want to Have Fun"
- The Police — "Every Breath You Take"

### Prêmio Vídeo Vanguarda
- The Beatles
- David Bowie
- Richard Lester

### Prêmio Reconhecimento Especial
- Quincy Jones

## Atuações
- Rod Stewart — "Infatuation"
- Madonna — "Like a Virgin"
- Huey Lewis & the News — "I Want a New Drug"
- David Bowie — "Blue Jean"
- Tina Turner — "What's Love Got to Do with It"
- ZZ Top — "Sharp Dressed Man"
- Ray Parker Jr. — "Ghostbusters"